# Államok vezetőinek listája 62-ben
Ezen az oldalon az i. sz. 62-ben fennálló államok vezetőinek névsora olvasható földrészek, majd országok szerinti bontásban. 

## Európa
- Boszporoszi Királyság
  - Király: I. Kotüsz (45/46–68/69)

- Dák Királyság
  - Király: Scorilo (30–70)

- Római Birodalom
  - Császár: Nero (54–68)  
    - Consul: Publius Marius
    - Consul: Lucius Afinius Gallus
    - Consul suffectus: Publius Petronius Niger
    - Consul suffectus: Quintus Manlius Ancharius Tarquitius Saturninus
    - Consul suffectus: Quintus Iunius Marullus
    - Consul suffectus: Titus Clodius Eprius Marcellus

  - Britannia provincia
    - Legatus: Publius Petronius Turpilianus (61–63)

## Ázsia
- Armenia
  - Király: I. Tiridatész (61–75)

- Atropaténé
  - Király: Pakórosz (51-70 után)

- Elümaisz
  - Király: II. Oródész (50-70)

- Hsziungnuk
  - Sanjü: Hszitung Sicsu Huti (59-63)

- Ibériai Királyság
  - Király: I. Mithridatész (58–106)

- India
  - Anuradhapura
    - Király: Szubharadzsa (60-66)

  - Indo-pártus Királyság
    - Király: I. Abdagaszész (50–65)

- Japán
  - Császár: Szuinin (i. e. 29–70)

- Kína (Han-dinasztia)
  - Császár: Han Ming-ti (57–75)

- Kommagéné
  - Király: IV. Antiokhosz (38–72)

- Korea
  - Pekcse
    - Király: Taru (29–77)

  - Kogurjo
    - Király: Thedzso (53–146)

  - Silla
    - Király: Thalhe (57–80)

  - Kaja államszövetség
    - Király: Szuro (42–199?)

- Kusán Birodalom
  - Király: Kudzsula Kadphiszész (30-80)

- Nabateus Királyság
  - Király: II. Malikhosz (40–70)

- Oszroéné
  - Király: VI. Mánu (57–71)

- Pártus Birodalom
  - Nagykirály: I. Vologaészész (51–76/80)

- Pontoszi Királyság
  - Királynő: II. Polemón (38-64)

- Római Birodalom
  - Iudaea 
    - Király: II. Heródes Agrippa (50–70)
    - Procurator: Porcius Festus (60–62)
    - Procurator: Lucceius Albinus (62–64)
    - Főpap: Iszmael ben Fabosz (58-62)
    - Főpap: József Cabi ben Simon (62-63)

  - Syria provincia
    - Praefectus: Cnaeus Domitius Corbulo (59/60–63)

## Afrika
- Római Birodalom
  - Aegyptus provincia
    - Praefectus: Lucius Iulius Vestinus (60–62)
- Kusita Királyság
  - Kusita uralkodók listája

## Fordítás
Ez a szócikk részben vagy egészben  a   Liste der Staatsoberhäupter 62 című német Wikipédia-szócikk ezen változatának fordításán alapul.  Az eredeti cikk szerkesztőit annak laptörténete sorolja fel. Ez a jelzés csupán a megfogalmazás eredetét és a szerzői jogokat jelzi, nem szolgál a cikkben szereplő információk forrásmegjelöléseként.